# Canon TS-E 24 мм
Canon TS-E 24 мм f/3.5L II — широкоугольный тилт-шифт объектив с постоянным фокусным расстоянием семейства Canon EF компании Canon серии «L» без автофокуса и без стабилизатора изображения.

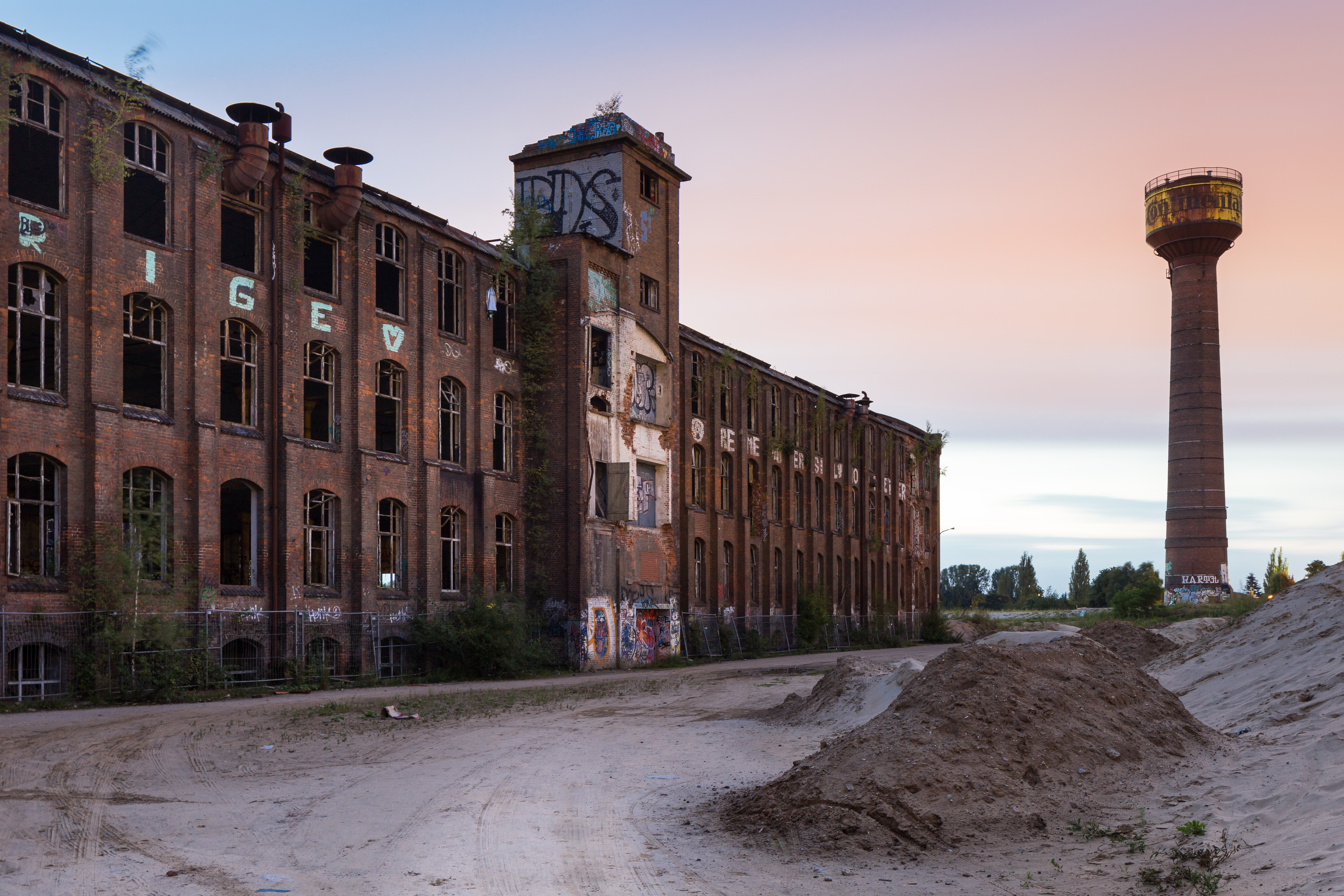
Здание фабрики, сфотографированное на Canon EOS 6D и Canon TS-E 24 мм f/3.5L II

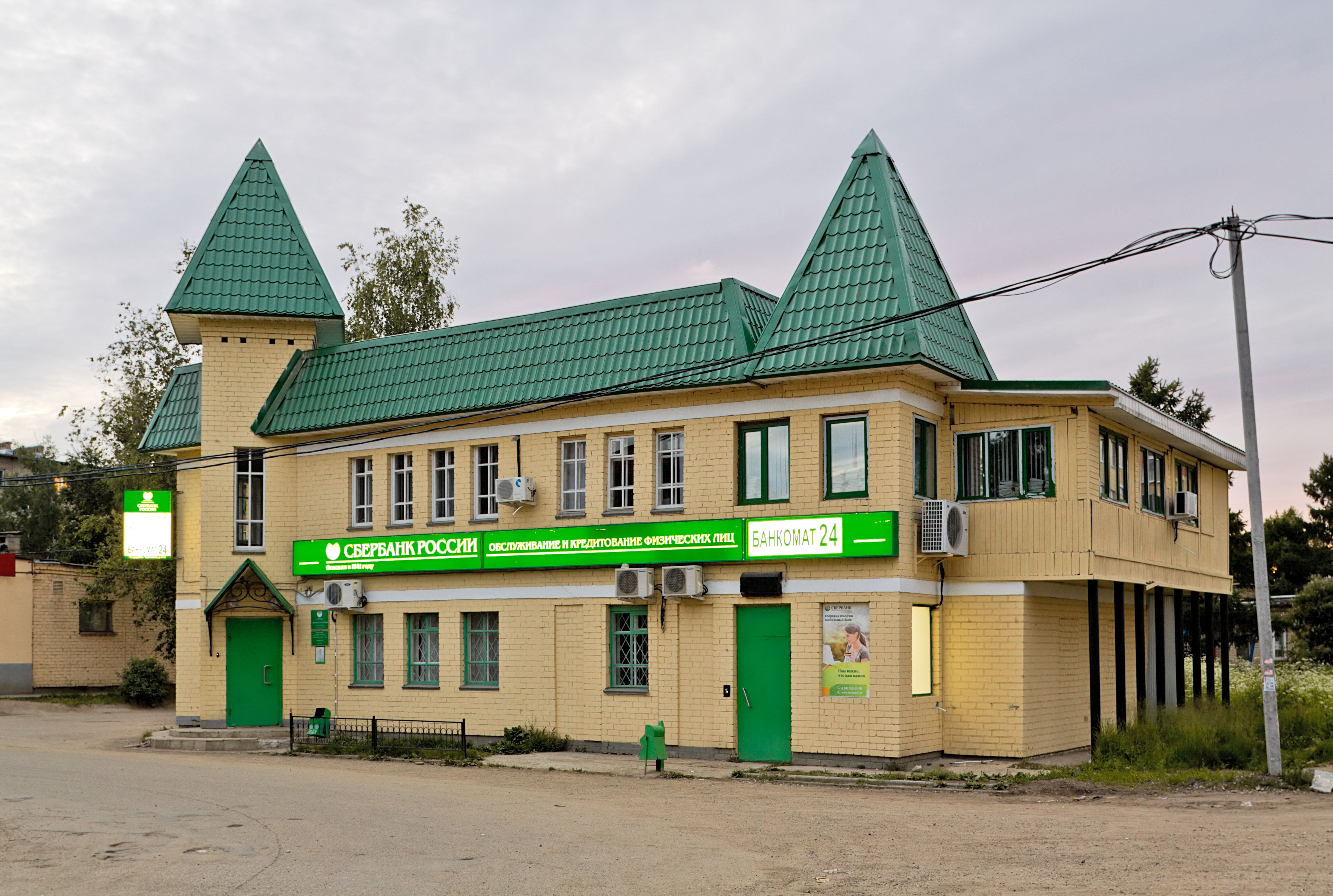
Здание в Переславле, сфотографированное на Canon TS-E 24 мм f/3.5L

Объектив обеспечивает четыре степени свободы, наклон на ±8.5° и смещение на ±12 мм относительно центра матрицы;. При этом механизм наклона и сдвига возможен совместно с поворотом на ±90° относительно оси объектива, что позволяет выполнять сдвиг в любом направлении. Вторая версия объектива была представлена 18 февраля 2009 года. Поставки начались в июне 2009 года.
Возможность одновременного сдвига и наклона позволяет изображать одновременно резкими предметы, расположенные на разных расстояниях, без необходимости закрытия диафрагмы. Наклон даёт дополнительные возможности коррекции перспективы, в том числе в интерьерной и предметной съёмке. В то же время, наклон нарушает параллельность плоскостей резкого изображения и кадрового окна, приводя при съёмке пейзажа к иллюзии малой глубины резкости, напоминающей картину при макросъёмке. В результате, обычный городской ландшафт становится похожим на уменьшенный макет.
Учитывая кроп-фактор 1,6×, характерного для неполнокадровых матриц формата APS-C цифровых зеркальных фотоаппаратов Canon EOS, угол изображения этих объективов для таких камер будет равен углу изображения объектива с фокусным расстоянием 38,4 мм, установленного на полнокадровые фотоаппараты формата 135.

## Особенности
В объективе TS-E 24 мм f/3.5L II наклон и сдвиг могут производиться независимо друг от друга. Это позволяет лучше контролировать фокальную плоскость, воссоздавая движения широкоформатной камеры. При этом нет необходимости откручивать винт, как в объективе первой версии. Покрытия линз SWS и Super Spectra подавляют блики и паразитные отражения.

## Характеристики
|                                | TS-E24 мм f/ 3.5L                         | TS-E24 мм f/3.5L II                       |
| ------------------------------ | ----------------------------------------- | ----------------------------------------- |
| Изображение                    |                                           |                                           |
| Особенности                    |                                           |                                           |
| Особенности                    | Коррекция перспективы, Принцип Шаймпфлюга | Коррекция перспективы, Принцип Шаймпфлюга |
| Применение                     | пейзаж, архитектура                       | пейзаж, архитектура                       |
| Автофокус                      | Нет                                       | Нет                                       |
| Полнокадровый                  | Да                                        | Да                                        |
| Стабилизатор изображения       | Нет                                       | Нет                                       |
| Ультразвуковой мотор           | Нет                                       | Нет                                       |
| Шаговый мотор                  | Нет                                       | Нет                                       |
| L-серия                        | Да                                        | Да                                        |
| Макро                          | Нет                                       | Нет                                       |
| Технические параметры          |                                           |                                           |
| Фокусное расстояние            | 24 мм                                     | 24 мм                                     |
| type                           | Шифт-объектив                             | Шифт-объектив                             |
| Диафрагма (макс./мин.)         | f3.5 - f22                                | f3.5 - f22                                |
| Схема                          | 11 элементов / 9 групп                    | 16 элементов / 11 групп                   |
| Количество лепестков диафрагмы | 8                                         | 8                                         |
| Мин. дистанция фокусировки     | 0,3 м                                     | 0,21 м                                    |
| Макс. увеличение               | 0,14 x                                    | 0,34 x                                    |
| Горизонтальный угол            | 74° (без сдвига и наклона)                | 74° (без сдвига и наклона)                |
| Вертикальный угол              | 53° (без сдвига и наклона)                | 53° (без сдвига и наклона)                |
| Угол по диагонали              | 84° (без сдвига и наклона)                | 84° (без сдвига и наклона)                |
| Размер                         |                                           |                                           |
| Вес                            | 570 г                                     | 780 г                                     |
| Макс. диаметр                  | 78 мм                                     | 88,5 мм                                   |
| Длина                          | 86,8 мм                                   | 106,9 мм                                  |
| Диаметр фильтра                | 72 мм                                     | 82 мм                                     |
| Аксессуары                     |                                           |                                           |
| Чехол                          | LP1216                                    | LP1319                                    |
| Бленда                         | EW-75BII                                  | EW-88B                                    |
| Крышка                         | E-72                                      | E-82 / E-82II                             |
| Продажи                        |                                           |                                           |
| Начало продаж                  | 1991, апрель                              | 2009, июнь                                |
| Текущие продажи                | Нет                                       | Да                                        |
| MSRP US$                       | $1695                                     | $2199                                     |

## Известные проблемы
Многочисленные фотографы столкнулись с проблемой блокировки объектива по оси наклона. При этом требовался дорогостоящий ремонт.

## Цена
В июне 2009 года объектив поступил по цене $2199. Затем стоимость снизилась до $1899.

## Конкуренты
По сравнению с другими типами объективов, количество конкурентов у данного объектива минимально.
- Nikon PC-E Nikkor 24 мм f/3.5D ED (байонет Nikon F)
- Samyang T-S 24 мм f/3.5 ED AS UMC. Конкурентным преимуществом данного объектива является низкая цена, которая составляет примерно половину от цены Canon.
- Schneider Kreuznach — германская компания, которая производит 3 тилт-шифт объектива для байонета Canon EF и Nikon F.[8]